# Ole Wikborg
Ole Christian Moe Wikborg, född 9 juni 1854 i Alstahaug, död 5 december 1940, var en norsk dispaschör.
Wikborg avlade navigationsexamen 1872 och dispaschörsexamen 1895. Han blev sjöman 1870, var fartygsbefälhavare 1879–86, besiktningsman för fartyg 1887–94, assuransdirektör vid Det Norske Veritas i Drammen 1894–1916 och i Oslo 1917–28. Han stiftade Dampskibsassuranceforeningen Vidar 1895, Wikborgs Maritime Bureau 1906, Norske sjøassistentdirektørers forening 1910, Wikborgs Assuranceselskap 1911 och Wikborg Sons Ltd. 1922.